# Lauric Jean
Lauric Jean (Erquelinnes, 5 juni 1992) is een Belgisch tafeltennisser. 

## Levensloop
Hij begon op zijn vijfde met tafeltennis in Erquelinnes waar hij woonde. Daarna verhuisde hij naar de Belgische topclub La Villette Charleroi. Nadat die club in financiële problemen geraakte, lonkte de populaire Duitse tafeltenniscompetitie. Hij speelde er achtereenvolgens voor TTC Ochsenhausen,  TTC indeland Jülich, TTC Ruhrstadt Herne en opnieuw TTC indeland Jülich. In 2017 keerde hij terug naar Charleroi en sinds 2022 komt hij uit voor Logis Auderghem.
In 2010 veroorzaakte Jean sensatie door in de kwartfinale van het Belgisch kampioenschap de tot dan ongenaakbare Jean-Michel Saive te verslaan, maar in de finale verloor hij van Yannick Vostes. In 2015 werd hij Belgisch kampioen door in de finale Cédric Nuytinck verslaan en in 2016 verlengde hij deze titel.